# Søvik (Vestland)
Søvik is een plaats in de gemeente Bjørnafjorden in de Noorse provincie Vestland. Søvik telt 755 inwoners (2007) en heeft een oppervlakte van 0,62 km².
Eikelandsosen · Hagavik · Osøyro · Søfteland · Søre Øyane · Søvik